# Compagnie des mines de Gouy-Servins et Fresnicourt Réunis

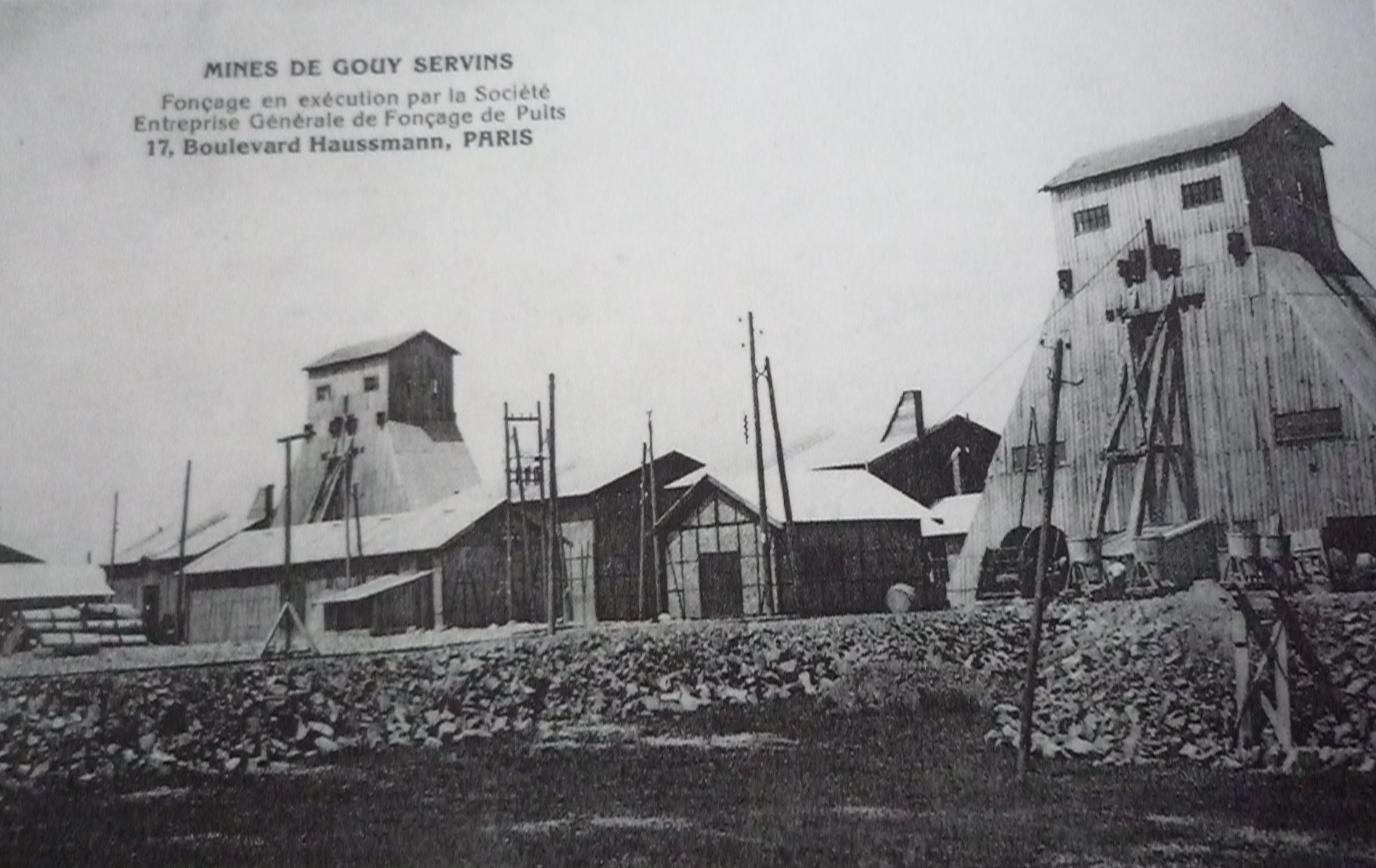
Les deux puits en cours de fonçage en 1910.

La Compagnie des mines de Gouy-Servins et Fresnicourt Réunis exploitait la houille dans le Bassin minier du Nord-Pas-de-Calais grâce à un charbonnage constitué de deux puits situé à Bouvigny-Boyeffles, dans le Pas-de-Calais. Les travaux de fonçage commencent en 1910. En quelques années, ils atteignent plus de mille mètres de profondeur, et figurent parmi les plus profonds du bassin. Détruite pendant la guerre, les installations sont reconstruites, mais à partir de 1927, le gisement est assez difficile à atteindre car on remonte plus de déchets que de charbon. L'exploitation dans ces conditions n'est pas rentable à une telle grande profondeur. La fosse est donc abandonnée, ses puits sont remblayés en 1933.

## Historique
Le décret en date du 16 juin 1908 accorde une concession à la Compagnie des mines de Gouy-Servins portant sur 1 780 hectares. La concession de Fresnicourt est également instituée par le même décret.

## Fosseno1 - 1 bis
50° 24′ 57″ N, 2° 41′ 13″ E Localisation du puits no 1.
50° 24′ 57″ N, 2° 41′ 16″ E Localisation du puits no 1 bis.

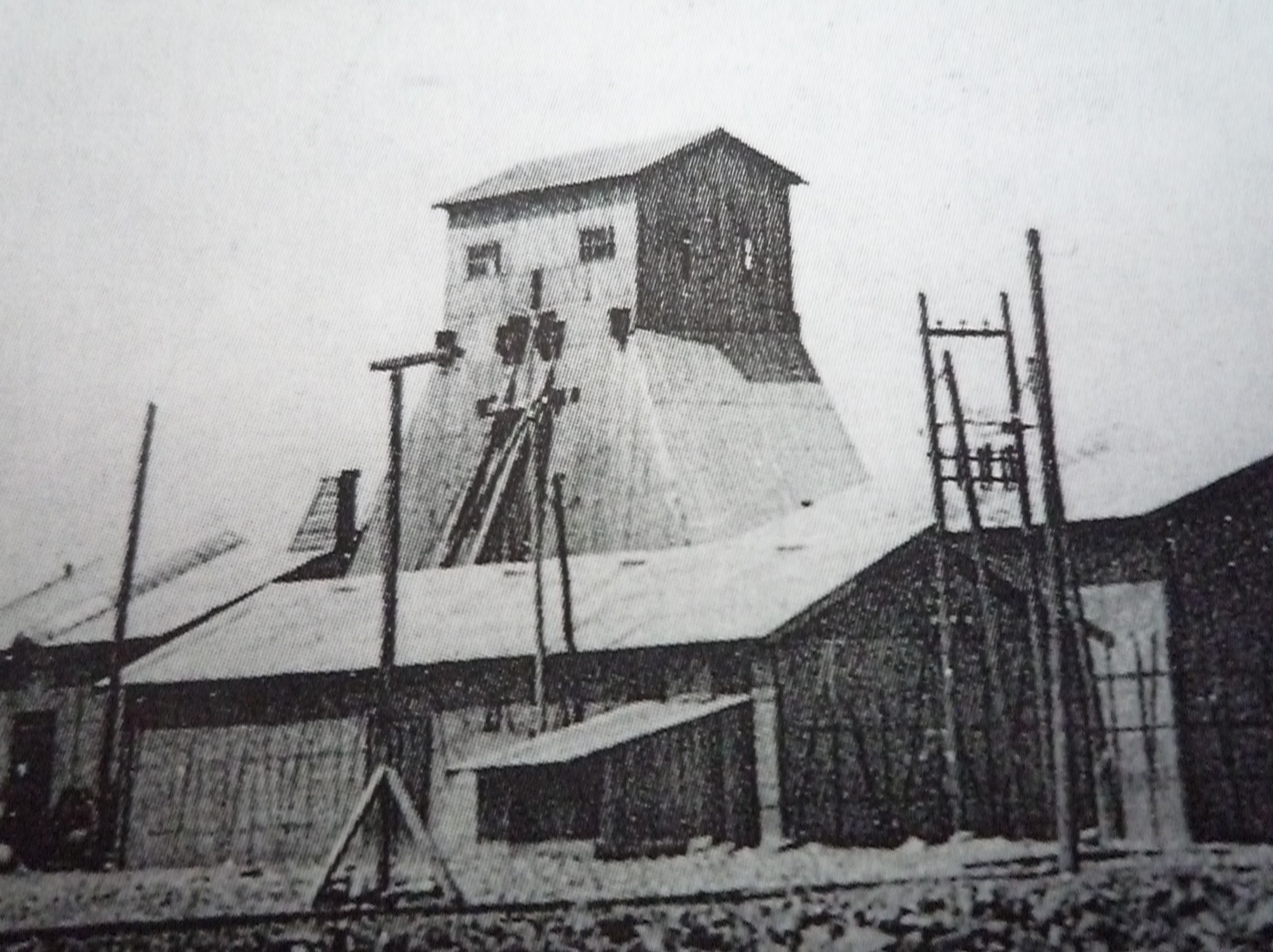
Le puits no 1 avec son chevalement de fonçage en 1910.

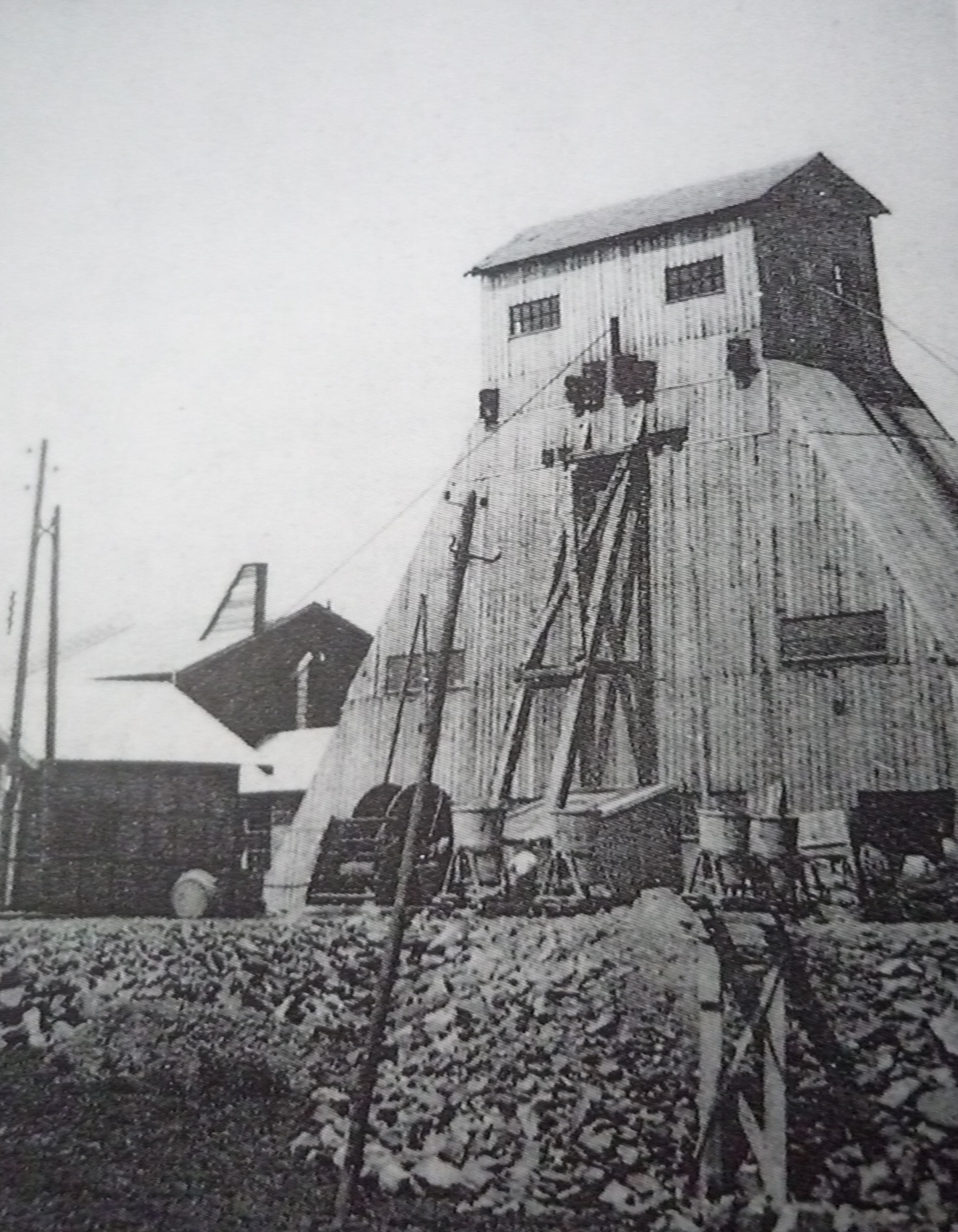
Le puits no 1 bis avec son chevalement de fonçage en 1910.

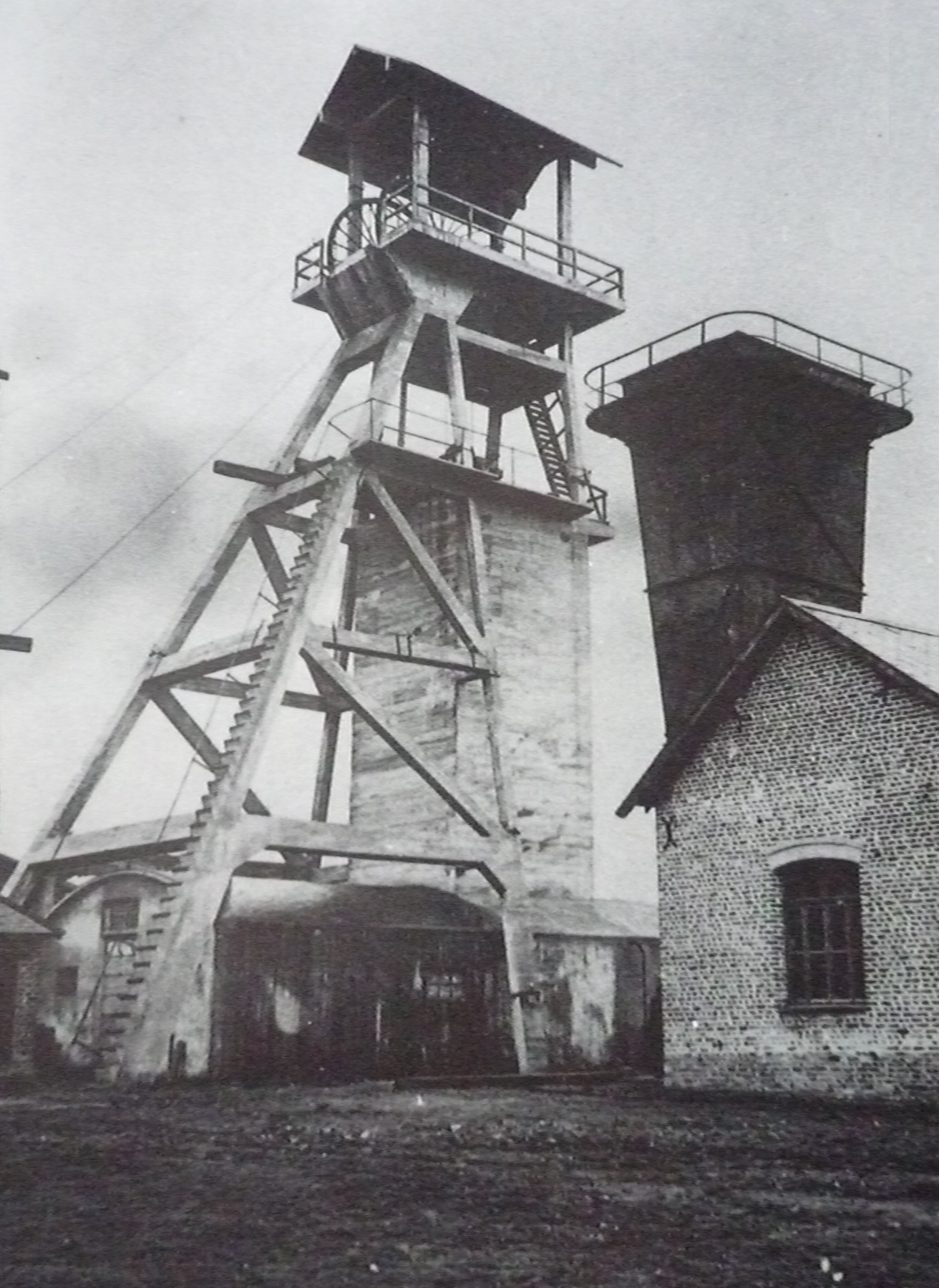
Le puits no 1 bis vers 1925.

Deux puits sont foncés simultanément dans le hameau de Marqueffles à Bouvigny-Boyeffles en 1910. Le puits no 1 est profond de 1 028 mètres, le puits no 1 bis de 1 033 mètres, ils font partie des puits les plus profonds du bassin minier. Les puits sont situés sur un axe est-ouest. Le puits no 1 bis est situé à soixante mètres à l'est du puits no 1.
La fosse est prête à fonctionner, mais la guerre est déclarée, elle est alors complètement détruite, et les puits sont noyés. 
Le déblaiement commence après la guerre sous la direction de M. Maréchal. Le décret du 21 novembre 1921 rattache la concession de Fresnicourt à celle de Gouy-Servins qui emploie alors 68 ouvriers. Quarante maisons ont été construites à cette époque, elles constituent une rue accolée au sud du carreau.
Une voie ferrée est raccordée jusqu'à la gare de Bully-les-Mines. 885 ouvriers sont employés dans cette fosse, et permettent la production de 31 141 tonnes de charbon en 1925, et 52 010 tonnes en 1926. Mais en 1927, 52 000 tonnes de déchets sont retirés, et 51 000 tonnes en 1928. La fosse remonte plus de déchets qu'elle ne produit de charbon.
En 1929, le puits no 1 qui sert à l'extraction a un accrochage à 940 mètres, le puits no 1 bis, qui assure l'aérage, a un accrochage établi à 860 mètres. La fosse n'est pas rentable à cause d'un gisement beaucoup trop épars, qui de plus est très profond. Les deux puits sont remblayés en 1933. 
La fosse est détruite, il ne reste plus que les bureaux sur le site, qui est désormais entièrement boisé. Les têtes des deux puits sont matérialisées, ce qui permet leur surveillance par le BRGM.